# Spanking
Spanking er slag eller piskning med seksuelt formål. Ideen er at fremkalde en smerte uden angst. Derved kan man opnå en seksuel ophidselse ved hjælp af det morfinlignende stof Endorfin, som kroppen naturligt afgiver til blodet, når man udsættes for smerte. Ved normal smerte har man ingen glæde af stoffet, da angsten overdøver den ruslignende fornemmelse.
Udtrykket bruges også i overført betydning om en kritik eller udskældning, som foregår offentligt, uden at man mener noget alvorligt ondt med den.